# Total Abandon: Australia '99
Total Abandon: Australia '99 dvostruki je uživo album i DVD britanskog hard rock sastava Deep Purple, kojeg 1999. godine, objavljuje diskografska kuća 'EMI' i 'Warner Bros.'
Materijal je snimljen 20. travnja 1999. u 'Melbourne Park', Melbourne, Australija. DVD je originalno bio dostupan samo u Australiji i putem interneta. Kasnije je otišao u prodaju po čitavom svijetu. Ovaj DVD postiže platinastu nakladu u Australiji i postaje Purpleovo komercijalno najuspješnije DVD video izdanje.

## Popis pjesama

### CD popis
Sve pjesme napisali su Ian Gillan, Ritchie Blackmore, Roger Glover, Jon Lord i Ian Paice, osim gdje je drugačije naznačeno.

#### Disk 1
1. "Ted the Mechanic" (Gillan, Steve Morse, Glover, Lord, Paice) - 4:50
2. "Strange Kind of Woman" - 6:23
3. "Bloodsucker" - 4:56
4. "Pictures of Home" - 8:19
5. "Almost Human" (Gillan, Morse, Glover, Lord, Paice) - 6:16
6. "Woman from Tokyo" - 6:47
7. "Watching the Sky" (Gillan, Morse, Glover, Lord, Paice) - 5:46
8. "Fireball" - 4:44
9. "Sometimes I Feel Like Screaming" (Gillan, Morse, Glover, Lord, Paice) - 7:11
10. "Steve Morse Guitar Solo" (Morse) - 8:42
11. "Smoke on the Water" - 9:01

#### Disk 2
1. "Lazy" - 8:49
2. "Perfect Strangers" (Gillan, Blackmore, Glover) - 6:18
3. "Speed King" - 14:28
4. "Black Night" - 6:21
5. "Highway Star" - 7:16

### DVD popis
1. "Intro"
2. "Ted the Mechanic" (4:34)
3. "Strange Kind of Woman" (6:21)
4. "Bloodsucker" (4:57)
5. "Pictures of Home" (8:18)
6. "Almost Human" (6:32)
7. "Woman from Tokyo" (6:25)
8. "Watching the Sky" (5:42)
9. "Fireball" (4:45)
10. "Sometimes I Feel Like Screaming" (7:05)
11. "Steve Morse Guitar Solo" (11:37)
12. "Smoke on the Water" (5:57)
13. "Lazy" (8:50)
14. "Perfect Strangers" (6:19)
15. "Speed King" (15:14)
16. "Black Night" (6:17)
17. "Highway Star" (8:05)

## Izvođači
- Ian Gillan - vokal
- Steve Morse - gitara
- Roger Glover - Bas gitara
- Jon Lord - Klavijature
- Ian Paice - Bubnjevi

## Vanjske poveznice
- Discogs.com - Deep Purple - Total Abandon: Australia '99